# Maputo (fleuve)
Le Maputo (appelé aussi Rio Maputo en portugais, Great Usutu River, Lusutfu River ou Suthu River en anglais), est un fleuve d'Afrique du Sud, du Mozambique et de l'Eswatini.

## Géographie
Il prend sa source près de la localité d'Amsterdam dans la province du Mpumalanga en Afrique du Sud.
Après un parcours d'environ 300 km, il finit par se jeter dans l'océan Indien au sud de la baie de Maputo au Mozambique.